# Escamot
L'escamot és una unitat militar tàctica dins els exèrcits de terra existent a múltiples exèrcits arreu del món. A Espanya està comandat per un Sotsoficial, sigui caporal 1r, caporal major, sergent o sergent primer, sumant uns efectius de 8 a 14 homes. Sol estar format per dues esquadres i està subordinat a una patrulla.